# Mühlhausen (Mittelfranken)
Mühlhausen ist ein Markt im Landkreis Erlangen-Höchstadt (Mittelfranken, Bayern) und Mitglied der Verwaltungsgemeinschaft Höchstadt an der Aisch.

## Geographie

### Geographische Lage
Mühlhausen liegt südwestlich von Bamberg an der Reichen Ebrach. Zwischen Mühlhausen und Simmersdorf mündet der Allbach in die Reiche Ebrach.

### Nachbargemeinden
Nachbargemeinden sind (im Norden beginnend im Uhrzeigersinn): Burgebrach, Pommersfelden, Höchstadt an der Aisch, Lonnerstadt, Wachenroth, Schlüsselfeld.

### Gemeindegliederung
Die Gemeinde hat sechs Gemeindeteile (in Klammern ist der Siedlungstyp angegeben):
- Decheldorf (Dorf)
- Lempenmühle (Einöde)
- Mühlhausen (Hauptort)
- Neumühle (Einöde)
- Schirnsdorf (Dorf)
- Simmersdorf (Dorf)

Es gibt die Gemarkungen Mühlhausen und Schirnsdorf (nur Gemarkungsteil 1). Die Gemarkung Mühlhausen hat eine Fläche von 12,027 km². Sie ist in 2104 Flurstücke aufgeteilt, die eine durchschnittliche Flurstücksfläche von 5716,26 m² haben. In ihr liegen neben dem namensgebenden Ort die Gemeindeteile Decheldorf, Neumühle und Simmersdorf.

## Geschichte

### Bis zur Gemeindegründung
Der Ort wurde 1008 als „Mulinhusun“ erstmals urkundlich erwähnt. Das Grundwort des Ortsnamens ist eine Pluralform des althochdeutschen Wortes hûs (Haus), das Bestimmungswort ist mulîn (Mühle). Demnach bedeutet der Ortsname Häuser bei einer Mühle.

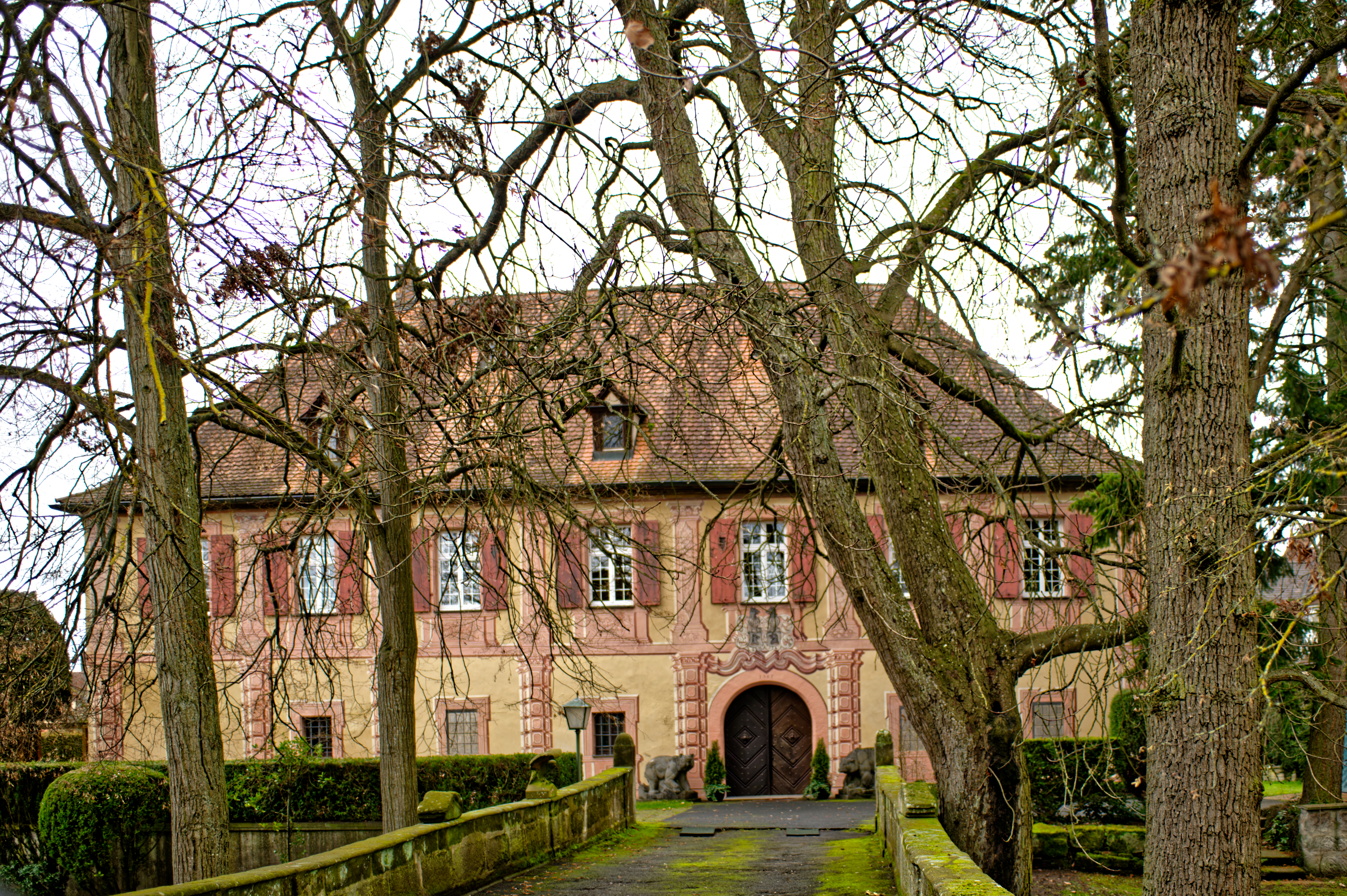
Schloss Mühlhausen

Der Markt Mühlhausen war ab 1372 bis um 1800 unter der Herrschaft der Freiherren von Egloffstein, als reichsritterliche Herrschaft, die zum Ritterkanton Steigerwald des Fränkischen Ritterkreises gehörte. Johann von Egloffstein baute 1646 das im Dreißigjährigen Krieg abgebrannte Schloss wieder auf und 1746/48 wurde es im Barockstil umgebaut.
Gegen Ende des 18. Jahrhunderts gab es in Mühlhausen 103 Anwesen. Das Hochgericht übte das bambergische Centamt Wachenroth aus. Die Dorf- und Gemeindeherrschaft hatte das Rittergut Mühlhausen. Grundherren waren das Hochstift Bamberg (Kastenamt Wachenroth: Kirche, 1 Halbhof, 5 Sölden, 1 Mühle, 1 Brau- und Schenkstatt, 2 Häuser, 2 Häuslein; Kastenamt Schlüsselau: 1 Sölde), das schwarzenbergische Kastenamt Markt Scheinfeld (3 Güter), die schönborn’sche Herrschaft Pommersfelden (6 Sölden, 2 Halbgüter, 2 Halbsölden, 2 Tropfhäuser, 2 halbe Tropfhäuser, 2 Häuser, 1 Mühle), das Rittergut Mühlhausen (Schloss, 2 Wirtshäuser, Schafhof, Schmiede, Mühle, 10 Güter, 14 Gütlein, 38 Häuser).
Mit der Rheinbundakte 1806 kam der Ort an Bayern. Im Rahmen des Gemeindeedikts wurden 1808 der Steuerdistrikt und die Ruralgemeinde Mühlhausen gebildet, zu dem bzw. zu der Decheldorf, Neumühle und Simmersdorf gehörten. Sie war in Verwaltung und Gerichtsbarkeit dem Landgericht Höchstadt zugeordnet und in der Finanzverwaltung dem Rentamt Höchstadt. In der freiwilligen Gerichtsbarkeit unterstanden 89 Anwesen dem Patrimonialgericht Mühlhausen (bis 1837), 23 Anwesen dem PG Pommersfelden (bis 1848) und 3 Anwesen dem Castell’schen Herrschaftsgericht Burghaslach (bis 1849). 1818 wurde Simmersdorf nach Wachenroth umgemeindet, was 1824 wieder rückgängig gemacht wurde. 1820 wurde Warmersdorf eingemeindet. Am 9. September 1854 wurde der Ort an die Gemeinde Weingartsgreuth abgegeben. Ab 1862 gehörte Mühlhausen zum Bezirksamt Höchstadt an der Aisch (1939 in Landkreis Höchstadt an der Aisch umbenannt) und weiterhin zum Rentamt Höchstadt (1919 in Finanzamt Höchstadt umbenannt, 1929–1972: Finanzamt Forchheim, seit 1972: Finanzamt Erlangen). Die Gerichtsbarkeit blieb beim Landgericht Höchstadt (1879 in das Amtsgericht Höchstadt an der Aisch umgewandelt), von 1959 bis 1973 war das Amtsgericht Forchheim zuständig, seitdem ist es das Amtsgericht Erlangen. Die Gemeinde hatte ursprünglich eine Gebietsfläche von 12,034 km².

### 21. Jahrhundert
Gegen Ende des Jahres 2010 ist Mühlhausen durch den Abriss des denkmalgeschützten Rosenzweighauses aus dem 16. Jahrhundert überregional in die Schlagzeilen geraten.

### Religionen

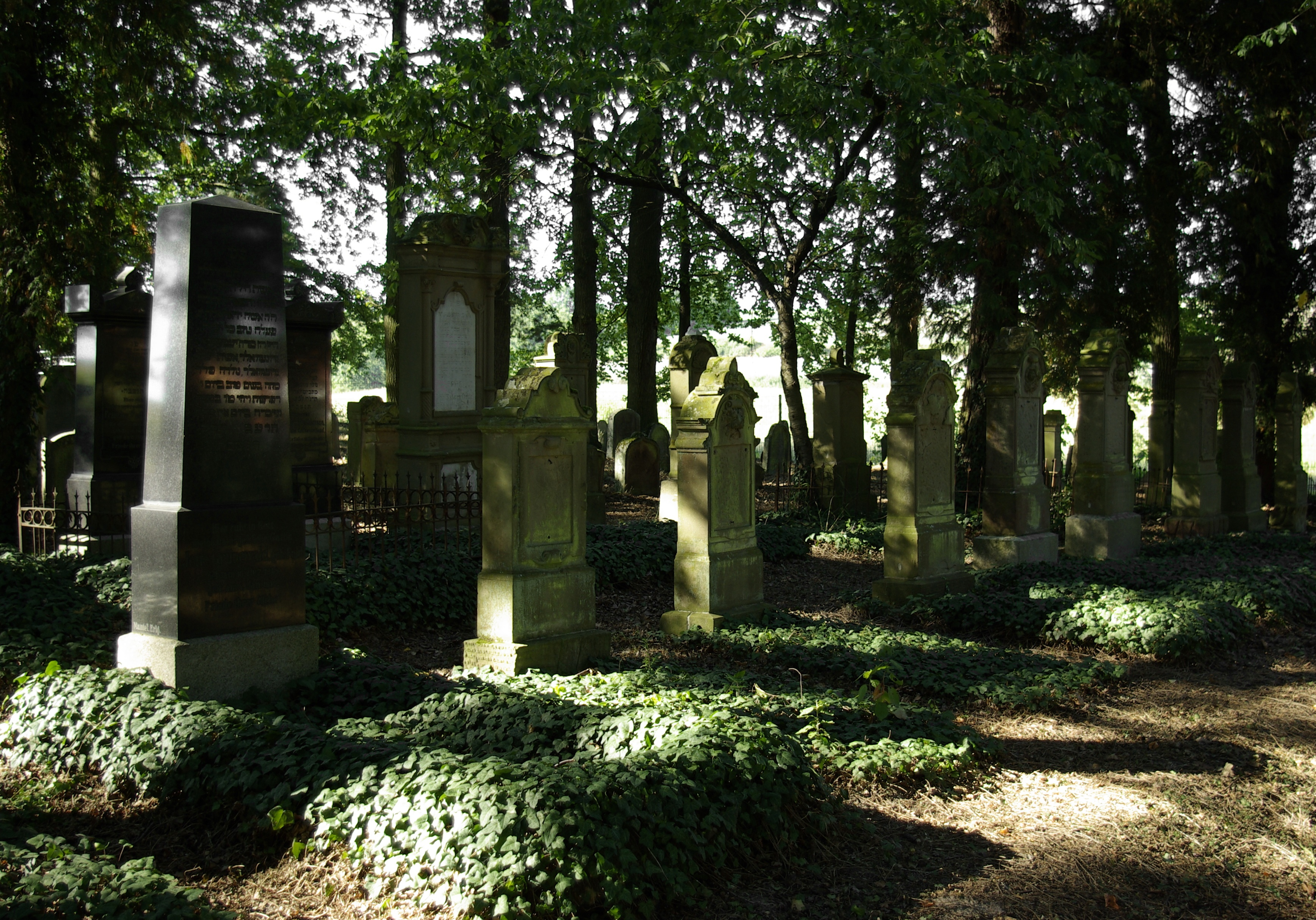
Jüdischer Friedhof

Mühlhausen wurde über Jahrhunderte von Juden mitgeprägt, die dort von den Freiherrn von Egloffstein und den Markgrafen aufgenommen worden waren. Davon zeugt der Judenfriedhof, der direkt vor dem Dorf liegt und 1738 erworben und angelegt wurde. Die Synagoge wurde 1754 erbaut, 1833 umfassend renoviert und neu eingeweiht. 1938 wurde sie geschändet und völlig verwüstet. Das Synagogengebäude ist noch erhalten. Die letzten jüdischen Einwohner wurden 1942 deportiert.

### Eingemeindungen
Im Zuge der Gebietsreform in Bayern wurden am 1. Juli 1974 Gebietsteile der aufgelösten Gemeinde Schirnsdorf eingegliedert.

### Einwohnerentwicklung
Gemeinde Mühlhausen
| Jahr      | 1819   | 1840   | 1852   | 1861   | 1867   | 1871   | 1875   | 1880   | 1885   | 1890   | 1895   | 1900   | 1905   | 1910   | 1919   | 1925   | 1933   | 1939   | 1946   | 1950   | 1961   | 1970   | 1987   | 2008   | 2013   | 2017   |
| Einwohner | 897    | 1324   | 1094   | 1137   | 1212   | 1191   | 1184   | 1206   | 1201   | 1086   | 1079   | 1029   | 1040   | 1035   | 1008   | 1026   | 977    | 912    | 1542   | 1469   | 1120   | 1116   | 1373   | 1676   | 1684   | 1713   |
| Häuser    |        |        |        |        |        | 224    |        |        | 210    | 204    |        | 213    |        |        |        | 200    |        |        |        | 199    | 221    |        | 381    |        |        | 355    |
| Quelle    | [ 18 ] | [ 19 ] | [ 19 ] | [ 20 ] | [ 21 ] | [ 22 ] | [ 23 ] | [ 24 ] | [ 25 ] | [ 26 ] | [ 19 ] | [ 27 ] | [ 19 ] | [ 28 ] | [ 19 ] | [ 29 ] | [ 19 ] | [ 19 ] | [ 19 ] | [ 30 ] | [ 12 ] | [ 31 ] | [ 32 ] | [ 33 ] | [ 33 ] | [ 33 ] |

Ort Mühlhausen
| Jahr      | 1819   | 1861   | 1871   | 1885   | 1900   | 1925   | 1950   | 1961   | 1970   | 1987   | 2019   |
| Einwohner | 767    | 784    | 846    | 855    | 708    | 710    | 1095   | 853    | 872    | 947    | 1450   |
| Häuser    |        |        |        | 143    | 149    | 143    | 143    | 163    |        | 253    |        |
| Quelle    | [ 18 ] | [ 20 ] | [ 22 ] | [ 25 ] | [ 27 ] | [ 29 ] | [ 30 ] | [ 12 ] | [ 31 ] | [ 32 ] | [ 34 ] |

## Politik

### Marktgemeinderat
Die Kommunalwahlen 2020, 2014, 2008 und 2002 führten zu folgenden Sitzverteilungen im Marktgemeinderat:
|      | CSU | Freie Wähler | SPD   | Bürgervereinigung/ABM | Unabhängige Bürger | Gesamt   |
| 2020 | 6   | 6            | n. a. | n. a.                 | n. a.              | 12 Sitze |
| 2014 | 7   | 5            | n. a. | n. a.                 | n. a.              | 12 Sitze |
| 2008 | 5   | 4            | 3     | n. a.                 | n. a.              | 12 Sitze |
| 2002 | 5   | n. a.        | 2 *   | 4                     | 1                  | 12 Sitze |

### Bürgermeister
Bürgermeister ist Klaus Faatz (CSU), der 2014 mit 80,5 % der Stimmen wiedergewählt wurde.

### Wappen und Flagge
Wappen
| Wappen von Mühlhausen | Blasonierung: „Schräg geteilt von Silber und Rot, oben ein schwarzer Bärenrumpf mit roter Zunge, unten ein schräg gestellten, halbes silbernes Mühlrad.“                                                                         |
| Wappen von Mühlhausen | Wappenbegründung: Der Bärenrumpf ist dem Wappen der Herren von Egloffstein entnommen, die seit 1372 im Ort ansässig waren. Das halbe Mühlrad steht redend für den Ortsnamen. Die Gemeinde Mühlhausen führt seit 1971 ein Wappen. |

Flagge
Die Gemeindeflagge ist weiß-rot.

## Verkehr
Die Staatsstraße 2260 verläuft nach Wachenroth (4,2 km westlich) bzw. über Stolzenroth nach Steppach (3 km nordöstlich). Die Staatsstraße 2763 verläuft an Schirnsdorf vorbei zur Anschlussstelle 78 der Bundesautobahn 3 (2,3 km südöstlich) und weiter über Nackendorf nach Höchstadt an der Aisch (6 km südöstlich). Eine Gemeindeverbindungsstraße verläuft nach Decheldorf (4 km nordwestlich).

## Alternative Energieversorgung

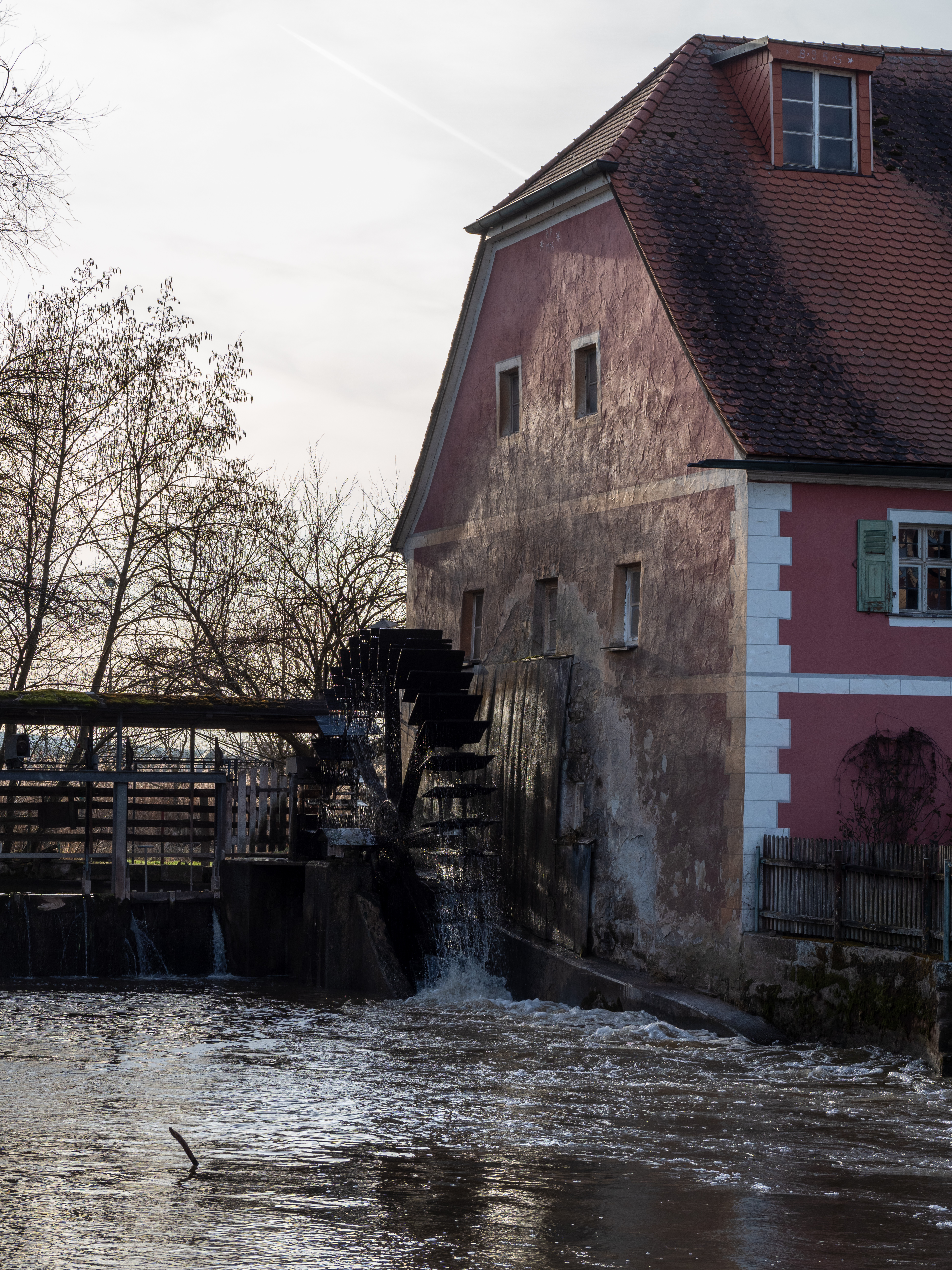
Mühlhausen Mühle

Anlässlich einer Dorferneuerung 2009 hat die Gemeinde überlegt, was man „sonst noch alles“ unter dem Straßenbelag unterbringen muss. Dabei entstand die Idee der Nahwärmeversorgung. Später folgten Windenergie, Solarenergie, Wasserkraft und Biogas. Inzwischen produziert die Gemeinde mehr Strom, als sie selber verbraucht. Die Gemeinde wurde als „Energie-Kommune“ ausgezeichnet. Der „Energiepfad“ beschreibt und dokumentiert die Alternative Strom- und Wärmeproduktion im Ort auf einem 5 Kilometer langen Rundweg.